# Биотэк
Биотэк — российская компания, дистрибьютор лекарственных препаратов, занимается научно-практическими изысканиями в области создания современных лекарственных препаратов.
Основана в 1991 году Борисом Шпигелем. Полное наименование — Группа компаний «Биотэк».
По разным оценкам, её доля на рынке в 2007 году составляла от 5 % до 8 %.
В 2006 году компания оказалась замешана в коррупционном скандале с Федеральным фондом обязательного медицинского страхования (ФФОМС). Это подтверждается показаниями бывшего начальника контрольно-ревизионного управления ФФОМС Татьяны Марковой. Упомянутый в деле президент «Биотэка» Олег Ковалев в 2006 году уехал на лечение в Израиль, где и находится на момент 2009 года, общаясь с прокуратурой исключительно через адвоката.
В январе 2024 г. Измайловский суд Москвы вынес приговор экс-губернатору Пензенской области Ивану Белозерцеву и бывшему сенатору от этой же области, основателю группы компаний «Биотэк» Борису Шпигелю по делу о многомиллионной взятке. Генпрокуратура подала к фигурантам дела иск на 9,9 млрд рублей. Приговор основателю группы компаний «Биотэк» Борису Шпигелю,  осложнит работу компании, и так довльно затруднительное (в последнее время компания лишилась большинства госконтрактов и переживает процедуру банкротства). — источником погашения может стать имущество «Биотэка». В этом случае компания может прекратить свое существование.
Биотэку принадлежала аптечная сеть «Фармация», 107 аптек в Пензенской области, также Биотэк управляет медцентрами «Эскулап».